# Urban Rejle
Johan Oskar Urban Rejle, född 25 maj 1894 i Väddö, Stockholms län, död 1974, var en svensk skulptör, målare och illustratör.
Han var son till skepparen JE Johansson och Lovisa Karolina Vännström samt gift med Ingrid Björklund. Rejle studerade målning vid Blombergs och Berggrens målarskolor i Stockholm samt modellering i Tyskland och under kopieringsmålning vid Nationalmuseum i Stockholm. Han medverkade under 1920-talet i utställningar i Norrtälje och kom under 1940-talet mer att ställa ut i Solna. Som stafflimålare utförde han porträtt, figurmotiv och landskapsmålningar från Roslagen utförda i olja eller akvarell, som skulptör utförde han ett antal porträttmedaljonger för gravstenar. Han illustrerade bland annat böckerna Solna. Vår hembyggd och Riksluftsskyddsförbundets Hemskyddet i bild samt ett stort antal skolplanscher. Rejle är representerad vid Skolmuseet och med porträtt av präster vid Länna kyrka och Väddö kyrka.